# A Dominikai Köztársaság világörökségi helyszínei
A Dominikai Köztársaság területéről eddig egy helyszín került fel a világörökségi listára, tizenhárom helyszín a javaslati listán várakozik a felvételre.
| | Santo Domingo gyarmatosítás korabeli óvárosa |
| Felvétel: 1990 |                                              |
| Kulturális (II)(IV)(VI) |                                              |
| Hivatkozás: 526, védett terület: 106 ha |                                              |
| A várost 1498-ban alapította Kolumbusz Kristóf testvére Bertalan, de a jelenlegi helyén csak 1502-től kezdtek építkezni, miután a korábbi várost egy trópusi vihar elpusztította. Santo Domingóban épült fel a kontinens első katedrálisa, kórháza, vámháza és itt alapították meg Amerika első egyetemét is. Santo Domingo jelenleg az ország fővárosa. A település elrendezésére hatottak a reneszánsz várostervezési hagyományok, szigorúan geometrikus, sakktáblaszerűen kialakított utcákkal. Ezután ezt az elrendezést követte csaknem az összes újonnan alapított spanyol gyarmatváros is. Egyes épületein, például az alkirályi rezidencián szintén reneszánsz stílusjegyek ismerhetőek fel. Santo Domingo védelmére már 1503-ban megépítették az Ozama-erődöt, amely a Homenaje-toronnyal együtt feltehetően a legrégebbi ma is álló katonai helyőrség Amerikában. A város legfontosabb műemlékei a Parque Colón körüli történelmi városközpontban található épületek és intézmények. Közéjük tartozik a részben gótikus stílusban 1541-ben emelt Santa Maria la Menor-katedrális, az 1538-ban alapított Santo Tomás de Aquinó egyetem, az 1508-ban épített San Nicolás de Bari kórház romjai és az alkirályi rezidencia. |                                              |

## Elhelyezkedése
| Santo Domingo |

## Javasolt helyszínek
| Név                                                        | Kép | Típus      | Kritérium          | Év   | Hiv. |
| ---------------------------------------------------------- | --- | ---------- | ------------------ | ---- | ---- |
| Villa La Isabela régészeti helyszíne                       |     | kulturális | II, V              | 2018 |      |
| Jaragua Nemzeti Park                                       |     | vegyes     | I, III, VII, IX, X | 2018 |      |
| Amerika első gyarmati cukorgyárai                          |     | kulturális | II, IV             | 2018 |      |
| Cotubanamá Nemzeti Park                                    |     | kulturális | I, II, III         | 2018 |      |
| Bancos de La Plata y Navidad tengeri emlős rezervátuma     |     | vegyes     | III, IX, X         | 2018 |      |
| A Dominikai Köztársaság prehispán sziklaművészete          |     | kulturális | I, III             | 2018 |      |
| Sanate cukormalom                                          |     | kulturális | II, IV, VI         | 2002 |      |
| Nuestra Señora de Monte Alegre vagy La Duquesa cukormalom  |     | kulturális | II, IV, VI         | 2002 |      |
| Jacagua                                                    |     | kulturális | -                  | 2001 |      |
| Montecristi                                                |     | kulturális | -                  | 2001 |      |
| Pueblo Viejo Régészeti és Történelmi Nemzeti Park, La Vega |     | kulturális | -                  | 2001 |      |
| Puerto Plata történelmi központja                          |     | kulturális | -                  | 2001 |      |
| Azúa de Compostela                                         |     | kulturális | -                  | 2001 |      |